# Confine tra Afghanistan e Turkmenistan
Il confine tra l'Afghanistan e il Turkmenistan descrive la linea di demarcazione tra questi due Stati. Ha una lunghezza di 744 km e va dalla triplice frontiera con l'Iran a quella con l'Uzbekistan.

## Descrizione
Il confine inizia alla triplice frontiera con l'Iran sul fiume Tedzhen. Quindi procede verso est in una serie di linee prevalentemente rettilinee per circa 90 km, fino a raggiungere e seguire il fiume Kushk (vicino alla città afgana di Torghundi) verso sud per un breve tratto di 15 km. Da lì procede abbandonando qualsiasi corso d'acqua per 150 km in direzione nord-ovest fino a raggiungere il fiume Morghab, che rimarca verso nord per 35 km. In seguito, si procede via terra verso nord-ovest per 370 km, fino a raggiungere il fiume Amu Darya, appena a nord della città afgana di Khamyab. Il confine segue quindi il talweg di questo fiume fino alla triplice frontiera con l'Uzbekistan.
Il confine attraversa un'area scarsamente popolata, costituita principalmente da deserto e alcune colline, ad eccezione della sezione più orientale, in cui il percorso dell'Amu Darya è seguito da una tratta stradale e ferroviaria sul lato turkmeno.

## Storia
Il confine fu ereditato dalla vecchia demarcazione tra Unione Sovietica (Repubblica Socialista Sovietica Turkmena) e Afghanistan, la cui forma attuale deriva in gran parte dalla schermaglia anglo-russa del XIX secolo in Asia centrale, nota come Grande gioco. Con l'Impero russo che aveva conquistato il Khanato di Khiva e l'Emirato di Bukhara, e con l'Impero britannico che controllava le terre anglo-indiane, le due potenze accettarono di non avventurarsi nell'Afghanistan, lasciandolo come Stato cuscinetto indipendente tra di loro.
Nel 1873, la Gran Bretagna e la Russia si accordarono per identificare un confine stabile: il corso dell'Amu Darya avrebbe identificato la demarcazione nella zona orientale partendo dal villaggio di Khwaja Salar sul Lago Zorku e terminando con il Corridoio del Wakhan. La sezione occidentale del confine (cioè la maggior parte del moderno confine afghano-turkmeno) doveva essere determinata in un secondo momento da una commissione congiunta.
Le tensioni aumentarono nel momento in cui i russi occuparono una maggiore porzione di quello che oggi è il Turkmenistan nei primi anni del 1880, innescando una crisi passata alla storia con io nome di incidente di Panjdeh (nei pressi di Sandykachi, attuale Turkmenistan), una regione rivendicata dall'Afghanistan. I negoziati diplomatici, fortunatamente, calmarono i dissidi e una commissione di confine anglo-russa statuì la demarcazione ancora odierna nel periodo 1885-88. Poiché il villaggio di Khwaja Salar non poteva più essere oggetto di discussione per via delle vicende storiche appena accadute, fu concordato che il confine dovesse interessare l'Amu Darya nelle vicinanze di Khamiab, in Afghanistan.
La parte più orientale della demarcazione, che ora fa parte del confine afghano-tagico, non fu delimitata se non tra il 1893 e il 1895, biennio culminato con la scelta effettuata dagli afghani rinunciare a qualsiasi rivendicazione a nord dell'Amu Darya. Questo accordo stabilì anche la posizione del confine terrestre nella parte est del lago Zorkul fino alla Cina, con una serie di cippi dislocati nei mesi successivi all'intesa.
Nel 1921 fu firmato un trattato sovietico-afghano in base al quale la Russia accettava di «cedere all'Afghanistan i distretti di frontiera che appartenevano a quest'ultimo Stato nel secolo precedente, osservando i principi di giustizia e autodeterminazione dei popoli che vivono in loco». Il documento non fu mai attuato, ma fu anzi esplicitamente annullato dall'accordo di frontiera del 1946, che osservava il principio giuridico rebus sic stantibus, con le isole fluviali che sarebbero state successivamente assegnate da una commissione congiunta.
Nel 1979 le truppe sovietiche della 40ª armata attraversarono il confine al valico Ymamnazar/Kushka dando il via all'invasione sovietica dell'Afghanistan e spingendosi in primis verso Herat e Kandahar.

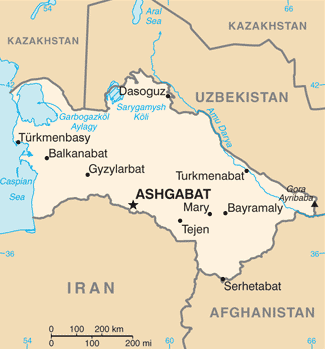
Mappa del Turkmenistan con l'Afghanistan a sud-est

Negli ultimi anni si sono verificati numerosi incidenti legati al conflitto e all'instabilità in corso in Afghanistan, che hanno spinto il Turkmenistan ad aumentare la sua presenza militare alla frontiera. Nel 2017 il presidente turkmeno Gurbanguly Berdimuhamedow si è recato di persona al confine per informarsi sulla validità delle misure di sicurezza predisposte.

## Incidenti
- Nel 2014 ci furono diversi incidenti lungo il confine. A febbraio le guardie di frontiera turkmene hanno ucciso un militante che ha attraversato illegalmente il confine e ne hanno catturati altri due. Per rappresaglia, tre guardie di frontiera turkmene furono uccise alla fine di quel mese. Nel maggio di quell'anno altre tre guardie turkmene persero la vita per mano di un gruppo armato che attraversava il confine dal distretto di Ghormach, in Afghanistan.[9][10]
- Nell'ottobre 2015, diversi combattenti talebani sono stati inseguiti su un'isola nell'Amu Darya dalle forze afghane, costringendo la sicurezza delle frontiere del Turkmenistan ad attivarsi per impedire loro di entrare nel loro territorio. Questa schermaglia si è verificata alcune settimane dopo che il governo turkmeno si era fortemente irritato per le parole del presidente del Kazakistan, Nursultan Nazarbayev, il quale aveva dichiarato preoccupazione sullo status della sicurezza lungo la frontiera tra Afghanistan e Turkmenistan.
- Nel 2017, quattro combattenti ritenuti affiliati allo Stato Islamico sono stati arrestati mentre attraversavano illegalmente il Turkmenistan.[11]

## Valichi di frontiera
- Torghundi (AFG) - Serhetabat (TKM) (stradale e ferroviario)[12]
- Aqina (AFG) - Ymamnazar (TKM) (ferroviario)[12]

## Insediamenti nei pressi del confine

### Afghanistan
- Murichaq
- Jalajin
- Muhammad Tashi
- Soltan Robat
- Yaka Haji
- Bai Khan
- Kawk
- Khamyab
- Qarqin
- Keleft

### Turkmenistan
- Serhetabat
- Bashbeden
- Khodzhali
- Ymamnazar
- Bosaga